# Loki (serial telewizyjny)
Loki – amerykański superbohaterski serial na podstawie komiksów o postaci o tym samym imieniu wydawnictwa Marvel Comics. Twórcą serialu jest Michael Waldron, który odpowiadał za scenariusz pierwszego sezonu, reżyserią zajęła się Kate Herron. Natomiast głównym scenarzystą drugiego sezonu został Eric Martin, a za reżyserię odpowiadali Justin Benson i Aaron Moorhead. Tytułową rolę zagrał Tom Hiddleston, a obok niego w głównych rolach wystąpili: Sophia Di Martino, Gugu Mbatha-Raw, Wunmi Mosaku, Eugene Cordero, Sasha Lane, Jack Veal, DeObia Oparei, Tara Strong, Owen Wilson, Richard E. Grant, Jonathan Majors, Rafael Casal, Neil Ellice, Kate Dickie, Liz Carr, Ke Huy Quan i Richard Dixon.
Po kradzieży Tesseraktu w Avengers: Koniec gry, Loki zostaje pojmany w pierwszym sezonie przez tajemniczą organizację o nazwie Agencja Ochrony Chronostruktury i podróżuje w czasie, zmieniając historię ludzkości uwięziony we własnym thrillerze kryminalnym. W drugim sezonie Loki musi zmierzyć się z następstwami śmierci Tego, Który Trwa i ponownie współpracować z Mobiusem M. Mobiusem, Łowcą B-15 i innymi członkami AOC, aby odnaleźć Sylvie, Ravonnę Renslayer i Pannę Minutkę w multiwersum.
Pierwszy sezon Lokiego wchodzi w skład IV Fazy franczyzy Filmowego Uniwersum Marvela, natomiast drugi – V Fazy. Stanowią one część jej drugiego rozdziału zatytułowanego Saga Multiwersum. Serial zadebiutował 9 czerwca 2021 roku w serwisie Disney+. W Polsce pojawił się 14 czerwca 2022 roku, wraz z uruchomieniem serwisu. Drugi sezon serialu zadebiutował 5 października 2023 roku. Oba sezony spotkały się z pozytywną reakcją krytyków, natomiast pierwszy sezon został nagrodzony między innymi podczas People’s Choice Awards w 2021 i na Saturn Awards w 2022 roku oraz otrzymał 6 nominacji do Nagród Emmy.

## Obsada
- Tom Hiddleston jako Loki, adoptowany brat Thora[6]. Ta wersja Lokiego stworzyła nową linię czasową w 2012 roku w filmie Avengers: Koniec gry, przez co pominięte zostaną wydarzenia istotne dla tej postaci w filmach Thor: Mroczny świat i Thor: Ragnarok[7].
- Sophia Di Martino jako Sylvie, żeński wariant Lokiego, która chce zagrozić głównej linii czasowej[8][9]. Cailey Fleming zagrała Sylvie jako dziecko[10].
- Gugu Mbatha-Raw jako Ravonna Renslayer, sędzia w Agencji Ochrony Chronostruktury (AOC) i były Łowca A-23[11].
- Wunmi Mosaku(inne języki) jako Łowca B-15 / Willis, wysoka rangą łowczyni AOC[12]. Zanim została uprowadzona przez agencję była lekarzem pediatrą, dr Willis[13].
- Eugene Cordero(inne języki) jako Casey / Frank Morris, pracownik biurowy AOC[14]. Zanim został uprowadzony przez agencję był słynnym złodziejem, Frankiem Morrisem[13].
- Sasha Lane jako Łowca C-20, członek AOC, która została porwana przez Sylvie[15][16].
- Jack Veal(inne języki) jako Mały Loki, wariant Lokiego, który zabił Thora[10].
- DeObia Oparei(inne języki) jako Przemądrzały Loki, wariant Lokiego, który przesadza na temat swoich osiągnięć[10].
- Tara Strong jako Panna Minutka, kreskówkowa maskotka AOC jako antropomorficzny zegarek[17].
- Owen Wilson jako Mobius M. Mobius / Don, agent TVA, który monitoruje linie czasowe i multiwersum[1]. Zanim został uprowadzony przez agencję był sprzedawcą skuterów wodnych o imieniu Don i samotnym ojcem dwóch synów, Kevina i Seana[13].
- Richard E. Grant jako Klasyczny Loki, starszy wariant Lokiego, który sfingował swoją śmierć z rąk Thanosa i żył na odludziu, do momentu, kiedy nie poczuł się samotny[10].
- Jonathan Majors jako Ten, Który Trwa i Victor Timely. Pierwszy to naukowiec z XXXI wieku, który stworzył AOC, aby chronić linię czasu przed złymi wersjami samego siebie. Obaj są wariantami Nathaniela Richardsa[2][18]. Nasri Thompson zagrał Victora jako dziecko[19].
- Neil Ellice jako Łowca D-90, łowca AOC[20][21].
- Rafael Casal(inne języki) jako Łowca X-5 / Brad Wolfe, łowca AOC, który przyjął tożsamość sławnego aktora, Brada Wolfiego na głównej linii czasowej[22][23][24][25].
- Kate Dickie jako Dox, generał AOC[26][27].
- Liz Carr(inne języki) jako Gamble, sędzia AOC[21][27].
- Ke Huy Quan jako Uroboros „Ubi” / A.D. Doug, agent AOC odpowiedzialny za technologię i naprawy[28][29][30]. Zanim został uprowadzony przez agencję był niespełnionym pisarzem fantastyki naukowej oraz wykładowcą na Caltechu, A.D. Dougiem[13].
- Richard Dixon(inne języki) jaki Robber Baron, biznesmen, który robi interesy z Victorem Timely’em[31].

W pierwszym sezonie wystąpili ponadto w rolach drugoplanowych: Philip Fornah, Dave MacDonald, Michelle Rose, Sarafina King, Alvin Chon i Ilan Muallem jako Sekundnicy AOC. W rolach cameo pojawili się: Jaimie Alexander jako Sif, asgardzka wojowniczka, Chris Hemsworth jako Throg, żabi wariant Thora oraz reżyserzy drugiego sezonu, Justin Benson i Aaron Moorhead jako bracia John i Clarence Anglin, współwięźniowie Franka Morrisa w Alcatraz.

## Emisja
Pierwszy sezon serialu Loki, składający się z 6 odcinków, zadebiutował 9 czerwca 2021 roku w serwisie Disney+. Wcześniej jego premierę zapowiedziano na 11 czerwca. W Polsce całość sezonu została udostępniona 14 czerwca 2022 roku, wraz z uruchomieniem serwisu. Premiera drugiego sezonu, składającego się również z 6 odcinków, odbyła się 5 października 2023 roku w Stanach Zjednoczonych. W Polsce zadebiutował 6 października.
Pierwszy sezon Lokiego wydano na nośniku Blu-ray 26 września 2023 roku w Stanach Zjednoczonych przez Walt Disney Studios Home Entertainment.

### Przegląd sezonów
| Sezon | Sezon | Odcinki | Oryginalna emisja (Stany Zjednoczone) | Oryginalna emisja (Stany Zjednoczone) | Oryginalna emisja (Polska) | Oryginalna emisja (Polska) | Wydanie Blu-ray  | Wydanie Blu-ray   |
| Sezon | Sezon | Odcinki | Premiera sezonu                       | Finał sezonu                          | Premiera sezonu            | Finał sezonu               | Region A         | Region B          |
| ----- | ----- | ------- | ------------------------------------- | ------------------------------------- | -------------------------- | -------------------------- | ---------------- | ----------------- |
|       | 1     | 6       | 9 czerwca 2021                        | 14 lipca 2021                         | 14 czerwca 2022            | 14 czerwca 2022            | 26 września 2023 | 27 listopada 2023 |
|       | 2     | 6       | 5 października 2023                   | 9 listopada 2023                      | 6 października 2023        | 10 listopada 2023          | nie wydany       | nie wydany        |

## Lista odcinków

### Sezon 1 (2021)
| № | Nr | Tytuł                 | Tytuł polski                | Reżyseria   | Scenariusz                  | Premiera (Disney+) | Premiera w Polsce (Disney+) |
| - | -- | --------------------- | --------------------------- | ----------- | --------------------------- | ------------------ | --------------------------- |
| 1 | 1  | Glorious Purpose      | Doniosła misja              | Kate Herron | Michael Waldron             | 9 czerwca 2021     | 14 czerwca 2022             |
| 2 | 2  | The Variant           | Wariant                     | Kate Herron | Elissa Karasik              | 16 czerwca 2021    | 14 czerwca 2022             |
| 3 | 3  | Lamentis              | Lamentis                    | Kate Herron | Bisha K. Ali                | 23 czerwca 2021    | 14 czerwca 2022             |
| 4 | 4  | The Nexus Event       | Wariancja                   | Kate Herron | Eric Martin                 | 30 czerwca 2021    | 14 czerwca 2022             |
| 5 | 5  | Journey into Mystery  | Podróż w nieznane           | Kate Herron | Tom Kauffman                | 7 lipca 2021       | 14 czerwca 2022             |
| 6 | 6  | For All Time. Always. | Za wszystkie czasy. Zawsze. | Kate Herron | Michael Waldron Eric Martin | 14 lipca 2021      | 14 czerwca 2022             |

### Sezon 2 (2023)
| №  | Nr | Tytuł            | Tytuł polski    | Reżyseria                    | Scenariusz                               | Premiera (Disney+)   | Premiera w Polsce (Disney+) |
| -- | -- | ---------------- | --------------- | ---------------------------- | ---------------------------------------- | -------------------- | --------------------------- |
| 7  | 1  | Ouroboros        | Uroboros        | Justin Benson Aaron Moorhead | Eric Martin                              | 5 października 2023  | 6 października 2023         |
| 8  | 2  | Breaking Brad    | Bradakadabra    | Dan DeLeeuw                  | Eric Martin                              | 12 października 2023 | 13 października 2023        |
| 9  | 3  | 1893             | Rok 1893        | Kasra Farahani               | Eric Martin Kasra Farahani Jason O’Leary | 19 października 2023 | 20 października 2023        |
| 10 | 4  | Heart of the TVA | Serce Agencji   | Justin Benson Aaron Moorhead | Eric Martin Katharyn Blair               | 26 października 2023 | 27 października 2023        |
| 11 | 5  | Science/Fiction  | Science/Fiction | Justin Benson Aaron Moorhead | Eric Martin                              | 2 listopada 2023     | 3 listopada 2023            |
| 12 | 6  | Glorious Purpose | Doniosła misja  | Justin Benson Aaron Moorhead | Eric Martin Katharyn Blair               | 9 listopada 2023     | 10 listopada 2023           |

## Produkcja

### Rozwój projektu i scenariusz
We wrześniu 2018 roku ujawniono, że Marvel Studios pracuje nad kilkoma serialami na potrzeby serwisu Disney+, które mają się skupiać na postaciach drugoplanowych z filmów Filmowego Uniwersum Marvela. Aktorzy z filmów mieli powtórzyć w nich swoje role. Każdy z seriali przewidziany został na 6 do 8 odcinków z budżetem porównywalnym dla produkcji filmowych studia. Kevin Feige miał odpowiadać za te seriale podobnie jak w przypadku filmów, których jest producentem. W listopadzie, prezes The Walt Disney Company, Bob Iger, potwierdził, że serial o postaci Lokiego z Tomem Hiddlestonem w tytułowej roli jest w trakcie rozwoju. W lutym 2019 roku Michael Waldron został zatrudniony na stanowisku głównego scenarzysty serialu. Marvel i Disney oficjalnie zapowiedzieli serial w kwietniu 2019 roku. W lipcu roku poinformowano, że produkcja będzie należeć do IV Fazy franczyzy. W sierpniu Hiddleston wyjawił, że wiedział o serialu jeszcze przed premierą filmu Avengers: Wojna bez granic. W tym samym miesiącu poinformowano, że całość wyreżyseruje Kate Herron. Producentami wykonawczymi serialu są Feige, Waldron, Herron, Hiddleston, Louis D’Esposito, Victoria Alonso i Stephen Broussard. Po tym, jak Waldron został zatrudniony do napisania scenariusza do filmu Doktor Strange w multiwersum obłędu (2022), Eric Martin zastąpił go w roli głównego scenarzysty podczas realizacji prac nad sezonem.
Nad scenariuszem do poszczególnych odcinków pierwszego sezonu, poza Waldronem i Martinem, pracowali: Elissa Karasik, Bisha K. Ali i Tom Kauffman. Pracowali oni przez 20 tygodni nad napisaniem scenariuszy do poszczególnych odcinków sezonu. Waldron uznał ten okres za trudny, ponieważ musiał również napisać odcinek pilotażowy, co zwykle odbywa się wcześniej, zanim zostaną zatrudnieni pozostali scenarzyści. Struktura sezonu została ustalona w ciągu pierwszych trzech tygodni pracy. Scenarzyści zaplanowali, że w pierwszym odcinku ukazane zostanie przesłuchiwanie Lokiego, w drugim jego współpraca z Mobiusem, w trzecim pobyt wraz z Sylvie na Lamentis, w czwartym spisek zostanie rozwiązany, piąty będzie miał miejsce w Nicości, a ostatni w Cytadeli na Końcu Czasu. Aakcja pierwszego sezonu została umiejscowiona po wydarzeniach filmu Avengers: Koniec gry, w którym to Loki kradnie Tesseract po wydarzeniach ukazanych w filmie Avengers, tworząc przy tym alternatywną linię czasową.
Feige zaznaczył, że sezon będzie „niezwykle ważny” i „położy podwaliny” pod przyszłość franczyzy, mając większy wpływ na nią niż WandaVision lub Falcon i Zimowy Żołnierz. Waldron ściśle współpracował z Jeffem Lovenessem, scenarzystą filmu Ant-Man i Osa: Kwantomania (2023), ze względu, że jego akcja toczy się w wymiarze kwantowym film i jest ściśle powiązany z koncepcją multiwersem. W sezonie okazuje się, że „człowiekiem za kurtyną” Agencji Ochrony Chronostruktury jest Ten, Który Trwa, wariant postaci Kang Zdobywcy z Kwantomanii. Jonathan Majors wcielił się w obie role, a Waldron uważał, że wprowadzenie tej postaci w tym sezonie miało „wielki sens”, ponieważ Kang jest „podróżującym w czasie, muliwersalnym przeciwnikiem”, który ma się stać „kolejnym wielkim złoczyńcą” w Filmowym Uniwersum Marvela. Finał sezonu buduje również podwaliny pod filmy Doktor Strange w multiwersum obłędu (2022) i Spider-Man: Bez drogi do domu (2021).
W listopadzie 2020 roku ujawniono, że planowany jest drugi sezon. W lipcu 2021 roku został on oficjalnie potwierdzony. W lutym 2022 roku poinformowano, że reżyserią większości odcinków drugiego sezonu zajmą się Justin Benson i Aaron Moorhead, głównym scenarzystą został Martin, a Hiddleston i Waldron powrócą jako producenci wykonawczy. W lipcu 2022 roku wyjawiono, że serial wchodzi w skład Sagi Multiwersum, a jego drugi sezon należeć będzie do V Fazy. W maju 2022 roku Waldron wyjawił, że drugi sezon rozpocznie się w momencie zakończenia pierwszego. Pod koniec lipca 2023 roku poinformowano, że Dan DeLeeuw i Kasra Farahani wyreżyserowali również odcinki drugiego sezonu oraz że producentami wykonawczymi  drugiego sezonu zostali Feige, Broussard, D’Esposito, Alonso, Hiddleston, Benson, Moorhead, Waldron, Martin, Brad Winderbaum i Kevin R.Wright. Nad scenariuszem do poszczególnych odcinków drugiego sezonu pracowali Martin, Katharyn Blair, Kasra Farahani i Jason O’Leary.

### Casting
W lutym 2019 roku został potwierdzony udział Toma Hiddlestona w tytułowej roli. W listopadzie do obsady dołączyła Sophia Di Martino jako żeńska wersja Lokiego, Sylvie. Michael Waldron chciał obsadzić w tej roli aktorkę, która pasowałaby do energii, jaką Hiddleston wniósł do postaci Lokiego i opisał Di Martino jako utalentowaną brytyjską aktorkę, nie zbyt dobrze znaną amerykańskiej publiczności, której wcześniejsze role zrobiły na nim pozytywne wrażenie. W styczniu 2020 roku poinformowano, że w serialu zagra Owen Wilson, a w lutym ujawniono, że do obsady dołączyła Gugu Mbatha-Raw.
W marcu 2020 poinformowano, że Richard E. Grant zagra gościnnie w serialu. We wrześniu Jonathan Majors został obsadzony jako Kang Zdobywca w filmie Ant-Man i Osa: Kwantomania (2023). W jego przesłuchanie byli zaangażowani szefowie z Marvel Studios, reżyser Kwantomanii, Peyton Reed oraz Waldron i Kate Herron, jako że wariant postaci miał pojawić się w serialu. W tym samym miesiącu ujawniono, że Sasha Lane zagra w serialu. W grudniu poinformowano, że Jaimie Alexander powróci jako Sif oraz że Wunmi Mosaku dołączyła do obsady. W kwietniu 2021 roku poinformowano, że Eugene Cordero zagra w serialu, a wraz z premierą sezonu wyjawiono, że Tara Strong udzieli głosu animowanej maskotce Agencji Ochrony Chronostruktury, Pannie Minutce.
W lipcu 2021 roku potwierdzono, że Hiddleston powróci jako Loki. W lutym 2022 roku Mbatha-Raw poinformowała, że ponownie wcieli się w Ravonnę Renslayer oraz wyjawiono, że Wilson powróci jako Mobius M. Mobius. Później wyjawiono, że powrócą również: Di Martino jako Sylvie, Mosaku jako Łowca B-15, Cordero jako Casey i Strong jako głos Panny Minutki. W lipcu Rafael Casal dołączył do obsady, a we wrześniu poinformowano, że Ke Huy Quan zagra w serialu. W grudniu do obsady dołączyła Kate Dickie. W lutym 2023 roku potwierdzono, że Majors powróci jako Victor Timely, jeden z wariantów Nathaniela Richardsa, po tym, jak pojawił się w tej roli w scenie po napisach w filmie Ant-Man i Osa: Kwantomania (2023). Pod koniec lipca ujawniono, że Neil Ellice ponownie zagra Łowcę D-90 i że w sezonie wystąpi Liz Carr.

### Zdjęcia i postprodukcja
Zdjęcia do pierwszego sezonu serialu rozpoczęły się 10 lutego 2020 roku w Pinewood Studios w Atlancie pod roboczym tytułem Architect. 14 marca 2020 roku produkcja została wstrzymana z powodu pandemii COVID-19. Produkcja została wznowiona we wrześniu, a prace na planie zakończyły się 5 grudnia tego samego roku. Za zdjęcia odpowiadała Autumn Durald Arkapaw. Scenografią zajęła się Kasra Farahani, a kostiumy zaprojektowała Christine Wada.
Montażem odcinków pierwszego sezonu zajęli się: Paul Zucker, Calum Ross i Emma McCleave. Efekty specjalne zostały stworzone przez studia produkcyjne: Cantina Creative, Crafty Apes, Digital Domain, FuseFX, Industrial Light & Magic, Luma Pictures, Method Studios, Rise FX, Rodeo FX i Trixter, a odpowiadał za nie Dan DeLeeuw.
Zdjęcia do drugiego sezonu rozpoczęły się 13 czerwca 2022 roku w Pinewood Studios w Wielkiej Brytanii. Prace na planie zakończono w październiku tego samego roku. Za zdjęcia odpowiadał Isaac Bauman i Oliver Loncraine. Scenografią i kostiumami zajęły się ponownie Farahani i Wada. Za montaż odcinków sezonu drugiego odpowiadali Zucker, Ross i McCleave.

## Muzyka
W styczniu 2021 roku poinformowano, że Natalie Holt skomponuje muzykę. Ścieżka dźwiękowa z muzyką Holt do pierwszego sezonu została wydana w dwóch częściach przez Hollywood Records i Marvel Music. Pierwsza, Loki: Vol. 1 – Episodes 1–3 Original Soundtrack, ukazała się 2 lipca 2021 roku, a druga – Loki: Vol. 2 – Episodes 4–6 Original Soundtrack – pojawiła się 23 lipca tego samego roku. W lipcu 2022 roku poinformowano, że Holt będzie pracowała również nad muzyką do drugiego sezonu.

## Promocja

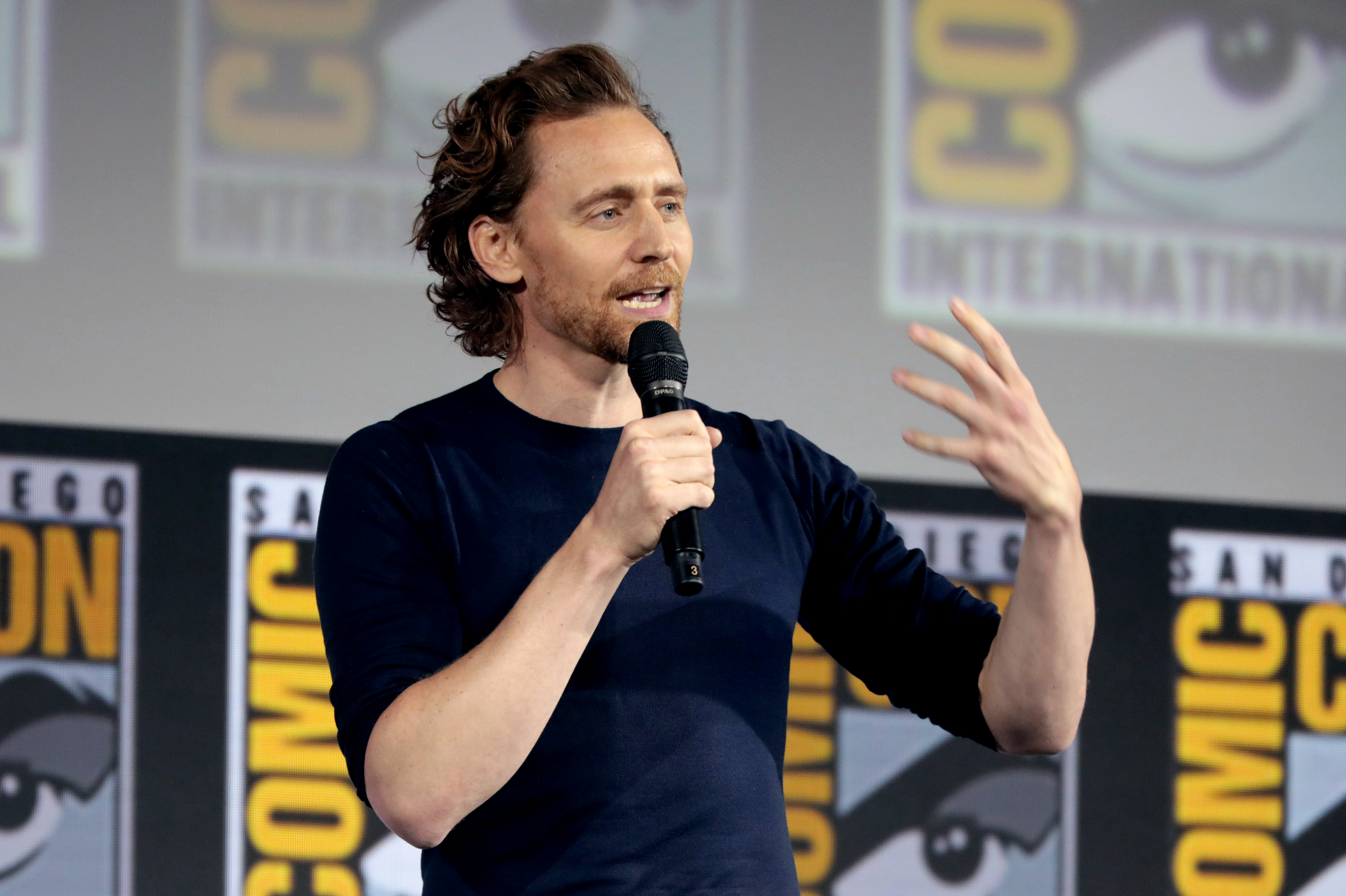
Tom Hiddleston (Comic-Con 2019)

Tom Hiddleston pojawił się na panelu Marvel Studios na San Diego Comic-Conie w lipcu 2019 roku. Miesiąc później Kate Herron i Michael Waldron pojawili się na D23 Expo. Podczas Super Bowl LIV został pokazany wspólny spot reklamujący seriale Falcon i Zimowy Żołnierz, WandaVision i Loki. 10 grudnia 2020 roku podczas Disney Investor Day zaprezentowano pierwszy zwiastun pierwszego sezonu. 5 kwietnia 2021 roku pojawił się drugi zwiastun, który został obejrzany 60 milionów razy w ciągu pierwszych 24 godzin.
4 czerwca 2021 roku na Disney+ pojawiły się dwa odcinki serialu dokumentalnego Legendy Marvela przypominające historię Lokiego i Tesseraktu w MCU. 21 lipca na Disney+ zadebiutował odcinek serialu dokumentalnego Assembled – The Making of Loki, który ukazuje kulisy powstania pierwszego sezonu serialu.
30 lipca 2023 roku zaprezentowano pierwszy zwiastun drugiego sezonu, który został obejrzany 80 milionów razy w ciągu pierwszych 24 godzin.

## Odbiór

### Oglądalność
W maju 2022 roku Kevin Feige poinformował, że pierwszy sezon Lokiego był, jak dotąd, najczęściej oglądanym serialem Marvel Studios dla Disney+.

### Krytyka w mediach
Pierwszy sezon Lokiego spotkał się z pozytywną reakcją krytyków. W serwisie Rotten Tomatoes 92% z 332 recenzji uznano za pozytywne, a średnia ocen wystawionych na ich podstawie wyniosła 7,9/10. Na portalu Metacritic średnia ważona ocen z 32 recenzji wyniosła 74 punkty na 100. Krytycy pozytywnie ocenili grę Toma Hiddlestona i Owena Wilsona oraz relację ich postaci, Lokiego i Mobiusa. Zachwalano również scenografię Kasry Farahani, zdjęcia Autumn Durald Arkapaw i muzykę Natalie Holt.
Drugi sezon serialu spotkał się również z pozytywną reakcją krytyków. W serwisie Rotten Tomatoes 83% ze 127 recenzji uznano za pozytywne, a średnia ocen wystawionych na ich podstawie wyniosła 7,4/10. Na portalu Metacritic średnia ważona ocen z 23 recenzji wyniosła 65 punktów na 100.

### Nagrody
| Rok  | Ceremonia                                | Kategoria | Nominowani                                                                          | Rezultat | Przypis         |
| ---- | ---------------------------------------- | --- | ----------------------------------------------------------------------------------- | -------- | --------------- |
| 2021 | People’s Choice Awards                   | Ulubiony program telewizyjny                                                                                   | Loki                                                                                | Wygrana  | [ 128 ]         |
| 2021 | People’s Choice Awards                   | Ulubiony aktor telewizyjny                                                                                     | Tom Hiddleston                                                                      | Wygrana  | [ 128 ]         |
| 2022 | Nagrody Amerykańskiej Gildii Scenografów | Najlepsza scenografia w godzinnym odcinku serialu kostiumowego lub fantasy kręconego przy użyciu jednej kamery | Kasra Farahani (za odcinek „Doniosła misja”)                                        | Wygrana  | [ 129 ]         |
| 2022 | VES Awards                               | Najlepsza kompozycja i oświetlenie w odcinku serialu                                                           | Paul Chapman, Tom Truscott, Biagio Figliuzzi, Attila Szalma (za odcinek „Lamentis”) | Wygrana  | [ 130 ] [ 131 ] |
| 2022 | Critics’ Choice Super Awards             | Najlepszy aktor w serialu o superbohaterach                                                                    | Tom Hiddleston                                                                      | Wygrana  | [ 132 ] [ 133 ] |
| 2022 | Kids’ Choice Awards                      | Ulubiony aktor w telewizyjnym serialu familijnym                                                               | Tom Hiddleston                                                                      | Wygrana  | [ 134 ]         |
| 2022 | MTV Movie & TV Awards                    | Najlepszy zespół aktorski                                                                                      | Owen Wilson, Sophia Di Martino, Tom Hiddleston                                      | Wygrana  | [ 135 ]         |
| 2022 | MTV Movie & TV Awards                    | Przełomowa rola                                                                                                | Sophia Di Martino                                                                   | Wygrana  | [ 135 ]         |
| 2022 | Saturn Awards                            | Najlepszy serial fantasy w mediach strumieniowych                                                              | Loki                                                                                | Wygrana  | [ 136 ] [ 137 ] |
| 2024 | People’s Choice Awards                   | Ulubiony serial fantastycznonaukowy / fantasy                                                                  | Loki                                                                                | Wygrana  | [ 138 ]         |